# Synagoga Lichtenberga w Łodzi
Synagoga Lichtenberga w Łodzi – prywatny dom modlitwy znajdujący się w Łodzi przy ulicy Mikołajewskiej 9.
Synagoga została zbudowana w około 1903 roku z inicjatywy Lichtenberga. Mogła ona pomieścić 30 osób. Podczas II wojny światowej Niemcy zdewastowali synagogę.